# Mistrz romansu Nozaki
Mistrz romansu Nozaki (jap. 月刊少女野崎くん Gekkan shōjo Nozaki-kun) – czteropanelowa manga autorstwa Izumi Tsubaki, publikowana w magazynie internetowym „Gangan Online” wydawnictwa Square Enix od sierpnia 2011. W Polsce seria jest wydawana przez Waneko.
Na podstawie mangi studio Doga Kobo wyprodukowało serial anime, który emitowano od lipca do września 2014.

## Fabuła
Umetarou Nozaki jest licealistą oraz obiektem westchnień koleżanki z klasy – Chiyo Sakury. Pewnego dnia Sakura postanawia wyznać Nozakiemu swoje uczucia, więc on daje jej swój autograf. Jak się okazuje, Nozaki jest autorem mang shojo i błędnie pomyślał, że Chiyo jest fanką jego komiksu. Mimo nieporozumienia dziewczyna staje się jego asystentką z zamiarem zbliżenia się do chłopaka. Z czasem coraz więcej kolegów i koleżanek ze szkoły dołączają do tej dwójki, służąc Nozakiemu nie tylko jako pomoc w pracy, ale również jako inspiracja do scenariusza mangi.

## Bohaterowie
- Chiyo Sakura (jap. 佐倉 千代 Sakura Chiyo)

Seiyū: Ari Ozawa 
- Umetarou Nozaki (jap. 野崎 梅太郎 Nozaki Umetarō)

Seiyū: Yūichi Nakamura 
- Mikoto Mikoshiba (jap. 御子柴 実琴 Mikoshiba Mikoto)

Seiyū: Nobuhiko Okamoto 
- Yuzuki Seo (jap. 瀬尾 結月 Seo Yuzuki)

Seiyū: Miyuki Sawashiro 
- Yuu Kashima (jap. 鹿島 遊 Kashima Yū)

Seiyū: Mai Nakahara 
- Masayuki Hori (jap. 堀 政行 Hori Masayuki)

Seiyū: Yūki Ono 
- Hirotaka Wakamatsu (jap. 若松 博隆 Wakamatsu Hirotaka)

Seiyū: Ryōhei Kimura 

## Manga
Manga autorstwa Izumi Tsubaki ukazuje się w magazynie internetowym „Gangan Online” wydawnictwa Square Enix od 25 sierpnia 2011. Pierwszy tom tankōbon został wydany 20 kwietnia 2012, według zaś stanu na 10 sierpnia 2022, do tej pory opublikowana 14 tomów.
W Polsce prawa do dystrybucji serii zakupiło Waneko.
| Nr | Język japoński    | Język japoński         | Język polski         | Język polski           |
| Nr | Data wydania      | ISBN                   | Data wydania         | ISBN                   |
| -- | ----------------- | ---------------------- | -------------------- | ---------------------- |
| 1  | 20 kwietnia 2012  | ISBN 978-4-7575-3566-4 | 12 marca 2020        | ISBN 978-83-8096-755-7 |
| 2  | 22 listopada 2012 | ISBN 978-4-7575-3777-4 | 24 kwietnia 2020     | ISBN 978-83-8096-756-4 |
| 3  | 22 czerwca 2013   | ISBN 978-4-7575-3985-3 | 24 czerwca 2020      | ISBN 978-83-8096-757-1 |
| 4  | 22 stycznia 2014  | ISBN 978-4-7575-4203-7 | 25 sierpnia 2020     | ISBN 978-83-8096-758-8 |
| 5  | 22 lipca 2014     | ISBN 978-4-7575-4353-9 | 23 października 2020 | ISBN 978-83-8096-759-5 |
| 6  | 21 lutego 2015    | ISBN 978-4-7575-4378-2 | 15 grudnia 2020      | ISBN 978-83-8096-760-1 |
| 7  | 22 grudnia 2015   | ISBN 978-4-7575-4830-5 | 24 lutego 2021       | ISBN 978-83-8096-761-8 |
| 8  | 22 sierpnia 2016  | ISBN 978-4-7575-4870-1 | 23 kwietnia 2021     | ISBN 978-83-8096-762-5 |
| 9  | 22 sierpnia 2017  | ISBN 978-4-7575-5442-9 | 24 czerwca 2021      | ISBN 978-83-8096-763-2 |
| 10 | 21 lipca 2018     | ISBN 978-4-7575-5782-6 | 24 sierpnia 2021     | ISBN 978-83-8096-764-9 |
| 11 | 22 sierpnia 2019  | ISBN 978-4-7575-6150-2 | 26 października 2021 | ISBN 978-83-8096-765-6 |
| 12 | 11 sierpnia 2020  | ISBN 978-4-7575-6797-9 | 22 grudnia 2021      | ISBN 978-83-8096-766-3 |
| 13 | 11 sierpnia 2021  | ISBN 978-4-7575-7395-6 | 24 lutego 2022       | ISBN 978-83-8096-767-0 |
| 14 | 10 sierpnia 2022  | ISBN 978-4-7575-8078-7 | 28 lutego 2024       | ISBN 978-83-8096-768-7 |

## Anime
21 marca 2014 wydawnictwo Media Factory poinformowało o powstaniu adaptacji anime. Seria została wyprodukowana przez studio Doga Kobo i wyreżyserowana przez Mitsue Yamazaki. Scenariusz napisała Yoshiko Nakamura, natomiast za projekty postaci odpowiedzialny był Junichirō Taniguchi. Emisja rozpoczęła się 7 lipca 2014 w stacji TV Tokyo, a później również w TV Osaka, TV Aichi, TSC, TV Hokkaido, TVQ i AT-X. Ostatni odcinek wyemitowano 22 września. Motywem otwierającym jest „Kimi janakya dame mitai” (jap. 君じゃなきゃダメみたい) autorstwa Masayoshiego Ōishiego, końcowym zaś „Uraomote Fortune” (jap. ウラオモテ・フォーチュン) w wykonaniu Ari Ozawy.

## Odbiór
W 2014 roku seria była 29. najchętniej kupowaną mangą w Japonii; została sprzedana w 1 967 675 sztukach. W 2015 roku manga została nominowana do nagrody Manga Taishō.